# Federico Carlo Gravina
(Napoleone Bonaparte, 11 agosto 1805)
Federico Carlo Gravina di Montevago (Palermo, 2 settembre 1756 – Cadice, 6 maggio 1806) è stato un ammiraglio italiano naturalizzato spagnolo, 12º capitano generale della Real Armada.
Morì nel 1806 per le ferite riportate nella battaglia di Trafalgar di pochi mesi prima.

## Biografia

### I primi anni
Federico Carlo Gravina Cruyllas dei principi di Montevago, nacque a Palermo da una nobile e antica famiglia siciliana di origini normanne. Suo padre era il principe Giovanni Gravina Moncada, mentre sua madre era Eleonora Napoli Monteaperto, dei principi di Resuttano.
Terzo di cinque fratelli, come era d’uso all’epoca, il primogenito ereditò i titoli, mentre gli ultrogeniti avrebbero intrapreso la carriera ecclesiastica, come Pietro che fu cardinale e arcivescovo di Palermo e Gabriele che fu vescovo di Catania e poi cappellano maggiore del Regno delle Due Sicilie; o militare, come Federico Carlo.
Dopo aver compiuto i primi studi a Roma, il 18 settembre 1776 si arruolò nella marina spagnola diventando subito guardiamarina del dipartimento marittimo di Cadice. Imbarcato sul vascello San José il 2 marzo 1776, venne promosso poco dopo alfiere di fregata e destinato alla fregata Clara, compresa nella squadra dell'ammiraglio marchese Fernando Everardo Casa-Tilly con la quale giunse in Brasile scortando la spedizione di Pedro Cortés y Calderón de Ceballos che occupò l'isola di Santa Catalina, intimando quindi la resa la castello di Asunción. Dopo l'affondamento della Clara a seguito di guasti di manovra, il principe Gravina tornò sulla San José per poi passare alla San Dámaso con la quale fece ritorno a Cadice; qui il 23 maggio 1778 venne promosso alfiere di vascello.
Nominato Tenente di fregata nel 1779 (anno in cui la Spagna dichiarò guerra con l'Inghilterra), Federico Carlo Gravina ottenne il comando dello sciabecco San Luis e la promozione a Tenente di vascello col corrispettivo comando della fattoria marittima di Algeciras nel 1780. Nel 1781 prese parte alla Spedizione di Minorca per poi tornare ai suoi incarichi.

### I primi scontri
Capitano di fregata al comando della San Cristobal, nel 1782 partecipò all'Assedio di Gibilterra, passò quindi al comando della Santisima Trinidàd per la battaglia del capo Espartel e quindi prese parte alle operazioni contro Algeri e all'impresa di Tolone del 1793, durante la quale fu ferito gravemente. Per i suoi meriti, nel 1800 venne nominato ammiraglio e, dopo l'alleanza della Spagna con l'Impero Napoleonico, partecipò nel 1802 alla spedizione di S. Domingo.

### La battaglia di Trafalgar
Dopo essere stato ambasciatore a Parigi nel 1805, in quello stesso anno combatté a Capo Finisterra e a Trafalgar a bordo del vascello Prìncipe de Asturias in qualità di viceammiraglio della Flotta Combinata e comandante dei 15 velieri spagnoli presenti in loco.
Durante la battaglia la sua nave fu abbordata da tre vascelli britannici che la misero a ferro e fuoco e decimarono l'equipaggio.
Gravina fu messo in salvo da un veliero francese, ma subì una ferita al braccio sinistro che, non curata adeguatamente, lo portò alla morte pochi mesi dopo essere stato promosso Capitán general de la Armada.
Fu sepolto nel Panteon de Marinos Ilustres, a San Fernando presso Cadice, costruito appositamente per conservare le memorie di questo ammiraglio spagnolo venuto da Palermo. La città di Palermo gli ha dedicato una targa che cita il seguente testo:
A 3 SETTEMBRE 1755

ACCOLSE QUESTA CASA I PRIMI VAGITI

DI FEDERICO GRAVINA

DE' PRINCIPI DI MONTEVAGO

IL QUALE

CAPITANANDO IL NAVILIO DI SPAGNA

CADDE DA PRODE A TRAFALGAR

DEGNO DEL SUO NEMICO ORAZIO NELSON

MA NON FELICE UGUALMENTE

DI MORIR VINCITORE

PER LA PROPRIA TERRA NATALE

## Riconoscimenti
L'esploratore spagnolo Jacinto Caamaño gli intitolò le Gravina Islands, in Alaska (USA).